# Авангардная музыка
Аванга́рдная му́зыка, музыка́льный аванга́рд (англ. avant-garde music) — вид современной академической музыки, некоторые элементы эстетики которой являются радикально новаторскими. Предполагается, что подобная музыка в эстетическом отношении опережает своё время.
Как и в случае с «экспериментальной музыкой», термин «музыкальный авангард» зачастую используется для характеристики радикальных композиторов и их работ. Нет ясного различия между описываемыми данными терминами областями музыки, представляющими собой передний край современной музыкальной мысли и практики. Некоторые музыковеды проводят границу между авангардом и экспериментальной музыкой с точки зрения их соотношения с евроцентричной музыкальной традицией. По их мнению, в самом общем виде, авангардная музыка занимает экстремальные позиции в пределах традиции, в то время как экспериментальная музыка лежит за её пределами.

## Историческая характеристика
В аспекте сугубо историческом, термин «авангардная музыка» используется в музыковедении одними исследователями для обозначения радикальных инноваций со стороны музыкальных модернистов и композиторов Новой венской школы («Авангард — I», вплоть до гибели в 1945 году Антона Веберна), а также последующего периода (вплоть до начала XXI века) с его не менее радикальными инновациями со стороны представителей различных направлений музыкального постмодернизма («Авангард — II»). 
Сегодня же термин «авангардная музыка» может быть применён к любой экспериментальной музыке, эстетика которой радикально инновационна по отношению к эстетическим новациям музыки «Авангарда — I» и «Авангарда — II».